# Амерички универзитет у Босни и Херцеговини
Амерички универзитет у Босни и Херцеговини (скр . АУБиХ) је некадашњи приватни универзитет који се налазио у Тузли, у Босни и Херцеговини. Универзитет је 2007. године отворио постдипломски одсјек у Сарајеву, нудећи тзв. брзу мастер диплому из пословне администрације (MBA). Године 2009. универзитет је отворио додипломски одсјек у Бањалуци. 2011. године АУБИХ је отворио додипломски одсјек у Мостару . 

## Акредитација
АCICS акредитација
Универзитет је у Сједињеним Државама акредитовало Вијеће за акредитацију независних колеџа и школа (енгл. Accrediting Council for Independent Colleges and Schools), највећа организација у САД за акредитацију институција за додјељивање диплома у Сједињеним Америчким Државама. Додатно га је акредитовало министарство образовања у Босни и Херцеговини и Турској.

## Особље
Предавачи су углавном домаћи наставници са много гостујућих предавача, као и са наставничким особљем из САД. Нека предавања се изводе путем интернета (учење на даљину).
Као дио сада већ престалог споразума о партнерству са јавним универзитетом у Њујорку у Кантону (енгл. State University of New York at Canton, SUNY), неки студенти из АУБиХ-а добили су двоструке дипломе (како из САД, тако и из Босне и Херцеговине) и похађали један семестар у САД. Кроз ово партнерство, неки студенти су имали могућности за рад у водећим америчким компанијама као што су Зирокс, Мајкрософт, Џонсон и Џонсон и Кодак.
Предсједник и оснивач Америчког универзитета у Босни и Херцеговини је Денис Прцић, тузлански предузетник који је 1990-их живио у Рочестеру у држави Њујорк. 

## Академици
Универзитет је организован кроз следеће колеџе:
- Економски факултет [8]
- Факултет техничких наука и технологије [9]
- Факултет за јавне послове [10]
- Академија модерне уметности [11]

Универзитет нуди дипломе из права, економије, међународних односа, сајбер безбедности и инжењерства.

## Економски факултет
Економски факултет нуди студијске програме на основним, мастер и докторским нивоима. Предавања се изводе на енглеском језику, а након завршетка студија студенти добијају дипломе акредитоване у БиХ и Турској, као и у САД и ЕУ.

## Факултет инжењерства, науке и технологије
Факултет за инжењерство, науку и технологију нуди студијске програме на основним, мастер и докторским нивоима. Предавања се изводе на енглеском језику, а након дипломирања студенти добијају дипломе акредитоване у БиХ и Турској, као и у САД и ЕУ.

## Факултет за јавне послове
Факултет за јавне послове нуди студијске програме на нивоу бечлора, магистра и доктората. Настава се изводи на енглеском језику, а након дипломирања студенти добијају дипломе акредитоване у БиХ и Турској, као и у САД и ЕУ.

## Академија модерне уметности
Академија модерне уметности нуди студијски програм на нивоу бечлора.

## Партнерства
Партнерство универзитета западне Вирџиније
Дана 21. јуна 2012. године Универзитет западне Вирџиније склопио је партнерство са Америчким универзитетом у Босни и Херцеговини.  То је један од преко 100 универзитета са којима ВВУ има глобално партнерство. 
Нова међународна партнерства
Амерички универзитет у Босни и Херцеговини у септембру 2015. године проширио је своје међународно партнерство са универзитетима у Турској, Канади и Сједињеним Америчким Државама. Листа међународног партнерства допуњена је следећим универзитетима: Универзитет Западни Кентаки, Универзитет Саинт Лоуис, Универзитет Фонтбонне ; Универзитет Саинт Паул из Канаде; Северозападни нормални универзитет из Кине и Универзитет Догус из Турске. Сврха сарадње између АУБИХ-а и поменутих универзитета су размена студената и факултета, истраживачка сарадња, заједничке академске публикације и сарадња на заједничким академским пројектима.